# Xã Shiloh Valley, Quận St. Clair, Illinois
Xã Shiloh Valley (tiếng Anh: Shiloh Valley Township) là một xã thuộc quận St. Clair, tiểu bang Illinois, Hoa Kỳ. Năm 2010, dân số của xã này là 11.631 người.